# Demokratiske Republik Congo
 Denne artikel omhandler den afrikanske republik Demokratiske Republik Congo. Opslagsordet har også en anden betydning, se Congo.
Den Demokratiske Republik Congo (fransk: République Démocratique du Congo; fork. DR Congo) eller Congo Kinshasa er et land i Afrika. Landet hed Belgisk Congo før uafhængigheden i 1960 og Zaïre fra 1971 til 1997.
Landet grænser til Centralafrikanske Republik og Sydsudan mod nord, til Uganda, Rwanda, Burundi og Tanzania mod øst, til Zambia og Angola mod syd og til Republikken Congo mod vest.
Både Den Demokratiske Republik Congo og Republikken Congo ligger ved Congofloden i det vestlige Centralafrika. Da Den Demokratiske Republik Congo skiftede navn fra Congo til Zaïre i 1971, skiftede Congofloden også navn til Zaïrefloden. Floden fik navnet Congo tilbage, efter at landet gik tilbage til navnet DR Congo i 1997.

## Historie
Efter at have været underlagt folkestammer som kongo, baluba, lunda og azande, kom hele regionen i 1885 under den belgiske kong Leopold 2.s formynderskab.
For at gøre op med den hensynsløst brutal udnyttelse af den oprindelige befolkning samt udbredt korruption var den Belgiske stat, presset af både indenmrigsopinionen såvel som den internationale opinion nødsaget til - i 1908 - at fratage Kong Leopold II sin private koloni og erklære området som en belgisk koloni styret fra Belgien under belgisk demokatisk kontrol (men stadigvæk styret fra Bruxelles). Indtægtkilderne fra gummiplantagerne, der havde været anledningen til europæiske, herunder danske lykkejægeres gruopvækkende skånselsløse fremfærd mod afrikanerne, gled i baggrunden, da belgisk Congo udviklede en økonomi baseret på diamanter, palmeolie og tin, gjorde kolonien til et af Afrikas rigeste lande i de derpå følgende årtier.
Slutningen af 1950'erne blev en opbruddets tid, præget af krav om uafhængighed fra afrikanernes side, og politiske reformer, der til sidst kulminerede i oprettelsen af den suveræne stat Congo (-Kinshasa) i 1960.
Belgierne havde i samarbejde med FN sørget for demokratiske institutioner, og udfra den oprindelige befolkning tonede en demokratisk samlingsfigur frem,
Patrice Lumumba, som en demokratisk sindet kompromiskandidat der tilhørte en af de mindre stammer (folkeslag).
Tidl. Belgisk Congo blev opdelt i seks provinser, samtidig med at der blev dannet en centralregering med Patrice Lumumba (1925-61) som landets første ministerpræsident.
Han tilhørte den mindre dominante stamme Batatela og kom snart i modvind fra blandt andre præsident Kasavubu og provinsen Katangas premierminister Moise Tshombe, der begge var medlemmer af større stammer. I september 1960 blev Lumumba afsat og året efter fængslet; da han førtes til Katanga, hvor han som politisk modstander blev myrdet. En belgisk kommisionsundersøgelse fra 2001 fastslog blandt andet at tidligere belgiske koloniofficerer kunne have forhindret Lumumbas dødsdom ved standret.
Som følge af premierminister Tshombes ønske om Katangas selvstændighed, opstod der en regional krise, der i det internationale samfund fik navnet Congo-krisen.
I 1963 intervenerede FN i krisen og fik efterhånden kontrol over Katangas væbnede styrker. Som følge heraf flygtede Tshombe ud af landet, men vendte allerede i 1964 tilbage og overtog embedet som ministerpræsident.
Tshombe blev dog i 1965 afskediget af præsident Kasavubu, der selv samme år blev afsat af general Mobutu Sésé Séko (1930-1997). Denne grundlagde i 1967 partiet MRP og blev landets enevældige diktator.
Det lykkedes Sésé Séko at forbedre økonomien og forholdet til udlandet, men det skete på mange af hans landsmænds bekostning. Ved valgene i 1970, 1977, 1984 og 1988 lykkedes det ham at opnå næsten 100 % af stemmerne.
I løbet af 1990'erne faldt hans magt drastisk: Han måtte acceptere et udbredt ønske om demokrati, samtidig med at han fik en politisk konkurrent, Etienne Tshisekedi.
I 1997 blev han fordrevet af en oprørsbevægelse under ledelse af Laurent Kabila (1939-2001), der tilbage i 1964 havde ført et forgæves oprørsforsøg i det østlige Congo.
Kabilas popularitet blev dog hurtigt forvandlet til en bitter skuffelse fra folkets side på grund af korruption og nepotisme. I 2001 blev han skudt og dræbt af sin egen livvagt. En regional uro, der havde glødet siden Kabilas magtovertagelse i 1997, brød nu ud i lys lue og udviklede sig til det, der senere blev betegnet Den Afrikanske Verdenskrig. Selvom man var hurtig til at indsætte sønnen Joseph Kabila som præsident, kunne man ikke forhindre voldelige sammenstød rundt om i landet. I 2003 sendte FN hjælpetropper til det uroplagede land.

## Geografi
Demokratiske Republik Congo er med sine 2.345.410 km², verdens 12. største land og det andetstørste i Afrika. Landet ligger i Centralafrika og grænser til Centralafrikanske Republik og Sydsudan mod nord, til Uganda, Rwanda, Burundi og Tanzania mod øst, til Zambia og Angola mod syd og til Republikken Congo mod vest.
Landet inkluderer den største del af Congofloden, som afvander et areal på næsten 1 million km² . Landets eneste udløb til Atlanterhavet er en tynd stribe land på den nordlige bred af Congofloden.

### Klima og plantebælter
Klimaet i Den Demokratiske Republik Congo er overvejende "fugtig-varmt", og årligt falder der i gennemsnit op til 2000 mm regn i hele regionen. Der eksisterer to forskellige regntider på hver sin side af ækvator: I nord regner det fra april til oktober, i syd fra november til marts. På savannen i syd og i bjergene mod øst er klimaet subtropisk og i højderne tempereret. På de øverste bjergtinder falder der sporadisk sne.

## Infrastruktur
Transport via flodvejene har fra gammel tid været det førende befordringsmiddel i Congo, der har en af verdens længste sejlbare floder (Congo, tidligere Zaïre). Vejnettet er i en slet forfatning, og det bliver jævnligt yderligere forringet af tropiske regnskyl fulgt af oversvømmelser og væltede træer.

## Undervisning og uddannelsessystem
Siden uafhængigheden er uddannelsesvæsenet blevet udviklet, og i dag er der minimum seks års skolepligt. Det nationale universitet fra 1971 blev i 1981 udstykket i tre: Kinshasa Universitet, Kisangani Universitet og Lubumbashi Universitet, der samlet tæller 20.000 studerende.
Det skønnes, at 22-23 % af befolkningen er analfabeter, hvilket i forhold til afrikanske standarder er relativt lavt. Alligevel hersker der problemer i uddannelsessystemet, blandt andet fordi udgifterne for uddannelse per person sjældent er højere end 1$ (jævnfør Danmarks 2.450$).

## Økonomi
Økonomien er hovedsageligt baseret på de primære erhverv samt småhandel. Der eksporteres en begrænset mængde sukker, kaffe og palmeolie, men generelt hæmmes udlandshandlen af manglen på infrastruktur. Landbrug beskæftiger cirka 70 % af befolkningen, og mange bønder lever af selvforsyningslandbrug.
For at spare agerjord anvender bønderne etagedyrkning, en metode, hvor planterne, som navnet antyder, sås i etager; midt på bedriften kan man have lave planter, rundt om disse højere foderplanter som hirse og sorghum, mens man i periferien kan have palmer eller frugttræer, som klatreplanter kan sno sig op ad. På denne måde kan man så mange afgrøder, uden at mangel på sol og vand er et problem.
Congo har en stor udlandsgæld som løber op på 9,4 mia. USD (2006), mens den økonomiske vækst var på 6,4 %. Landet har enorme ressourcer, såsom 70 % af verdens industridiamanter, 75 % af verdens kobolt, det meste af verdens rågummi, samt store forekomster af guld, sølv, kobber, olie, zink, tin, mangan, wolfram, jern, kul og radium, som samlet gør Congo til verdens potentielt rigeste land. Borgerkrigene har desværre forhindret udnyttelsen, og minerne er periodevist lukket. Congo rummer også halvdelen af alt uran i verden. Da amerikanerne slap atombomberne over Hiroshima og Nagasaki, kom 80 % af uranet i bomberne netop fra Congo.

## Demografi
Ifølge estimater fra 2008 har Demokratiske Republik Congo en befolkning på 66.514.506. Den forventede levealder for congolesere er 53,98 år.,; anslået 47,1 % er under 15 år. Fødselsraten er estimeret til 43 fødsler pr. 1000 personer, dødeligheden er 11,88. Børnedødeligheden (børn op til 5 år) er 208 pr. 1000, og Demokratiske Republik Congo har dermed verdens højeste børnedødelighed.

### Sprog
Landet har mere end 200 forskellige etniske grupper; de største af disse er kongo, luba og anamongo. Selv om 700 lokale sprog og dialekter tales, varierer sprogene pga. brugen af fransk og andre afrikanske sprog som kikongo, tshiluba, swahili og lingala, hvoraf det sidste er hærens officielle sprog.

### Religion
Kristendom er den mest udbredte religion i Den Demokratiske Republik Congo med 70 % af befolkningen, (katolikker 50 % og protestanter 20 %.) Kimbanguister udgør 10 %, muslimer 10 % og andre trossamfund og traditionelle religioner 10 %.

### Etnisk sammensætning
Der findes over 200 folkestammer i landet, fortrinsvis bantufolk: Kongo, baluba, mongo og mangbetu-azanda er hovedgrupperne. Disse oprindelige folkestammer udgør 51 % af befolkningen. Derudover findes der store minoriteter af folk fra Sudan, Rwanda og Angola, der er flygtet til landet under borgerkrigene i deres hjemlande.
| Etnisk gruppe         | % af befolkningen |
| --------------------- | ----------------- |
| Luba                  | 18                |
| Mongo                 | 13,5              |
| Rwanda                | 10,3              |
| Azande                | 6,1               |
| Bangy-ngale           | 5,8               |
| Rundi                 | 3,8               |
| Teke                  | 2,7               |
| Boa                   | 2,3               |
| Chokwe                | 1,8               |
| Lugbare               | 1,6               |
| Banda                 | 1,4               |
| Andre etniske grupper | 16,6              |

#### Hutuer og tutsier
Ved belgiernes ankomst til Congo i 1885 blev der organiseret en omfattende raceadskillelse. Den oprindelige befolkning blev af belgierne delt i tre kaster: tutsierne, også kaldt watutsi, der var høje, lyshudede kvægavlere fra det nedre Sudan, og som udgjorde et aristokrati i samfundet; hutuerne, også kaldt bahutu, der var lave, mørkhudede agerdyrkere fra det østlige Congo, Rwanda og Burundi og som udgjorde en af tutsierne undertrykt majoritet, samt pygmæerne (mbuti- og twa-folk), der legemsmæssigt var de laveste. Pygmæerne var jægere og samlere og indgik ofte i et symbiotisk samarbejde med bondebefolkningen, hos hvilken pygmæerne byttede sig til landbrugsvarer, som de ikke selv kunne skaffe.
Under det belgiske herredømme blev alle medlemmer af de forskellige etniske grupper tildelt særlige identitetskort, så koloniherrerne vidste, hvem de havde med at gøre. Et problem for Belgierne såvel som den oprindelige befolkning var blot, at forskellen på hutuer og tutsier snarere var kulturel end racemæssig; enhver, der ejede kvæg, kunne nemlig blive tutsi, mens enhver, der dyrkede jorden, modsat kunne blive hutu. Den misvisende opdeling gav anledning til spændinger mellem hutuer og tutsier, mens pygmæerne nærmest blev marginaliseret.
Under urolighederne, der fulgte efter Belgiernes afgang i 1960, kom mange af modsætningerne mellem hutuer og tutsier til udtryk. Helt galt gik det i nabolandene Rwanda og Burundi, hvor hutuerne begik folkedrab på tutsierne i 1962 og 1994.

## Terræn og miljø
Blandt de første, som udforskede det indre af Congo, var David Livingstone og Henry Morton Stanley.
Landet domineres af det vældige Congo-bækken, også kaldt Congo-bassinet. Ved grænsen til Great Rift Valley i øst hæver bækkenet sig op til den vulkanske bjergkæde Ruwenzori, der brat glider nedad til dalens mange store søer. I dette område findes der både regnskov og tågeskov, der danner hjemsted for den nu næsten uddøde endemiske bjerggorilla samt okapien. I syd findes der savanne med giraffer, løver, antiloper og næsehorn. I kolonitiden var Congo et yndet mål for eventyrlystne europæer, især belgiere, der ønskede at tage på safari.